# Zerynthia cretica
Zerynthia cretica е вид пеперуда от семейство Лястовичи опашки (Papilionidae). Видът не е застрашен от изчезване.

## Разпространение и местообитание
Разпространен е в Гърция.
Обитава пустинни области, планини, възвишения и храсталаци.

## Описание
Популацията на вида е стабилна.